# Морська поліція: Новий Орлеан
«Морська поліція: Новий Орлеан» (англ. NCIS: New Orleans) — американський телесеріал, спін-оф шоу «Морська поліція». Прем'єра серіалу відбулася 23 вересня 2014 на каналі CBS у сезоні 2014—2015 років.

## Виробництво
Пілотна серія, написана Гарі Гласбергом, була показана в рамках одинадцятого сезону телесеріалу «Морська поліція» — 18 і 19 серії (25 березня 2014 року перша частина та 1 квітня 2014 року — друга). Виконавчими продюсерами телесеріалу призначені Гарі Гласберг, Марк Гермон, Скотт Бакула.
27 жовтня 2014 року канал продовжив серіал на повний сезон. 12 січня 2015 року канал продовжив серіал на другий сезон. 25 березня 2016 року CBS продовжив серіал на третій сезон. 23 березня 2017 року серіал був продовжений на четвертий сезон. 18 квітня 2018 року серіал був продовжений на п'ятий сезон. 22 квітня 2019 року канал CBS продовжив серіал на шостий сезон. Прем'єра шостого сезону відбудеться 24 вересня 2019 року. 6 травня 2020 року телеканал CBS продовжив телесеріал на сьомий сезон. Прем'єра сьомого сезону відбулася 8 листопада 2020 року. 17 лютого 2021 року телеканал CBS закрив телесеріал після сьомого сезону.

## Список епізодів
| Сезон | Сезон | Епізоди | Прем'єрний показ | Прем'єрний показ |
| Сезон | Сезон | Епізоди | початок          | завершення       |
| ----- | ----- | ------- | ---------------- | ---------------- |
|       | пілот | 2       | 25 березня 2014  | 1 квітня 2014    |
|       | 1     | 23      | 23 вересня 2014  | 12 травня 2015   |
|       | 2     | 24      | 22 вересня 2015  | 17 травня 2016   |
|       | 3     | 24      | 20 вересня 2016  | 16 травня 2017   |
|       | 4     | 24      | 26 вересня 2017  | 16 травня 2018   |
|       | 5     | 24      | 25 вересня 2018  | 14 травня 2019   |
|       | 6     | 20      | 24 вересня 2019  | 19 квітня 2020   |
|       | 7     | 16      | 8 листопада 2020 | 23 травня 2021   |

## Акторський склад
- Скотт Бакула — Король / Двейн Кассіус Прайд, спеціальний наглядовий агент / спеціальний відповідальний агент
- Лукас Блек — Крістофер ЛаСаль, старший польовий агент (сезони 1-6)
- Зої Мак-Леллан — Мередіт Броуді, спеціальний агент (сезони 1-2)
- Роб Керкович — Себастьян Лунд, криміналіст / судовий експерт
- Сі Сі Ейч Паундер — Лоретті Вейд, судмедексперт
- Шаліта Грант — Соні Персі, спецагент ATF / NCIS, потім — ФБР (періодична роль 1-го сезону, основна — 2-4 сезонів)
- Деріл Мітчелл — Петтон Плейм / «Потрійне Пі», спеціаліст з комп'ютерів NCIS (періодична роль 1-го сезону, основна — в 2-7 сезонах)
- Ванесса Ферліто — Теммі Грегоріо, вашингтонський спецагент ФБР / спецагент NCIS (сезони 3-7)
- Некар Задеган — Ханна Хурі, старший польовий агент / спецагент NCIS (сезони 5-7)
- Чарльз Майкл Девіс — Квентін Картер, спецагент NCIS SA (сезони 6-7)
- Челсі Філд — Ріта Деверо (періодична роль 3-6 сезонів, основна — 7-го сезону)